# Aloha from Hawaii via Satellite
| 전문가 평가                   | 전문가 평가 |
| 평가 점수                     | 평가 점수   |
| 출처                          | 점수        |
| ----------------------------- | ----------- |
| AllMusic                      | [ 1 ]       |
| MusicHound                    | [ 2 ]       |
| The Rolling Stone Album Guide | [ 3 ]       |
| Rough Guides                  | [ 4 ]       |

《Aloha from Hawaii via Satellite》는 1973년 2월 4일, RCA 레코드에 의해 발매된 미국의 가수이자 음악가인 엘비스 프레슬리의 라이브 음반이다. 이 음반은 1973년 1월, 프레슬리의 동명 콘서트의 녹음으로 구성되어 있다. 같은 해 봄 《빌보드》 차트에서 1위로 정점을 찍었다. 위성의 혁신에도 불구하고, 그 콘서트는 4월 4일까지 미국에서 방송되지 않았다. 《Aloha from Hawaii via Satellite》는 빌보드 200 차트에서 1위에 올랐다. 이 음반은 미국의 팝 차트와 컨트리 차트에서 모두 1위를 차지하며 차트를 장악했다.
이 음반은 미국 음반 산업 협회에 의해 1973년 2월 13일, 골드, 1988년 5월 20일 플래티넘과 2배 플래티넘, 1999년 7월 15일, 3배 플래티넘, 2002년 8월 1일, 5배 플래티넘 인증을 받았다. 2016년 4월 15일, 영국 축음기 협회는 60,000장의 판매량으로 실버 인증했다.

## 배경
《Aloha from Hawaii via Satellite》는 두 장의 디스크 세트로 프레슬리의 경력 중 두 번째로 발매되었다(첫 번째는 1969년 더블 세트인 《From Memphis to Vegas / From Vegas to Memphis》). 이 음반은 처음에는 쿼드러포닉 사운드로만 발매되었고, 빌보드 200 차트에서 1위를 차지한 최초의 음반이 되었다. 쿼드러포닉 사운드가 인기를 끌지 못하자 RCA는 표준 스테레오 버전의 음반을 발매했다.
이 음반에는 TV 스페셜의 모든 라이브 공연이 수록되어 있으며, 그 중 8곡은 이전에 프레슬리가 여러 번 녹음했지만 음반 커버의 스티커가 발표한 것처럼 이전에는 발매되지 않았다. 이 음반은 프레슬리가 쇼 후에 녹음한 다섯 곡과 원래 방송에서 피쳐링한 다섯 곡을 생략했다. 이 음반은 또한 쿠이 리 암 기금의 이익을 위해 공연에 관한 프레슬리의 간략한 발표를 생략했다.
이 음반은 프레슬리가 생전에 발표한 라이브 음반으로, 마지막 음반은 이듬해 《Elvis Recorded Live on Stage in Memphis》이다(나중에 TV 스페셜 《엘비스 인 콘서트》와 다큐멘터리 《디스 이즈 엘비스》가 사후에 발매되었다).

## 곡 목록

### 오리지널 LP 발매
| #  | 제목                        | 작사·작곡              | 재생 시간 |
| -- | --------------------------- | ---------------------- | --------- |
| 1. | 〈Also Sprach Zarathustra〉 | 리하르트 슈트라우스    | 1:11      |
| 2. | 〈See See Rider〉           | 마 레이니, 레나 아란트 | 2:27      |
| 3. | 〈Burning Love〉            | 데니스 린데            | 3:09      |
| 4. | 〈Something〉               | 조지 해리슨            | 3:28      |
| 5. | 〈You Gave Me a Mountain〉  | 마티 로빈스            | 3:15      |
| 6. | 〈Steamroller Blues〉       | 제임스 테일러          | 3:04      |

| #  | 제목                            | 작사·작곡                           | 재생 시간 |
| -- | ------------------------------- | ----------------------------------- | --------- |
| 1. | 〈My Way〉                      | 클로드 프랑수아, 자크 르보, 폴 앵카 | 3:58      |
| 2. | 〈Love Me〉                     | 제리 리버, 마이크 스톨러            | 1:53      |
| 3. | 〈Johnny B. Goode〉             | 척 베리                             | 1:42      |
| 4. | 〈It's Over〉                   | 지미 로저스                         | 2:08      |
| 5. | 〈Blue Suede Shoes〉            | 칼 퍼킨스                           | 1:15      |
| 6. | 〈I'm So Lonesome I Could Cry〉 | 행크 윌리엄스                       | 2:15      |
| 7. | 〈I Can't Stop Loving You〉     | 돈 깁슨                             | 2:25      |
| 8. | 〈Hound Dog〉                   | 리버, 스톨러                        | 0:55      |

| #  | 제목                       | 작사·작곡                    | 재생 시간 |
| -- | -------------------------- | ---------------------------- | --------- |
| 1. | 〈What Now My Love〉       | 질베르 베코, 칼 시그먼       | 3:15      |
| 2. | 〈Fever〉                  | 오티스 블랙웰, 존 데이븐포트 | 2:47      |
| 3. | 〈Welcome to My World〉    | 존 해스콕, 레이 윙클러       | 1:53      |
| 4. | 〈Suspicious Minds〉       | 마크 제임스                  | 4:26      |
| 5. | 〈Introductions by Elvis〉 | —                            | 1:41      |

| #  | 제목                                                        | 작사·작곡                                                            | 재생 시간 |
| -- | ----------------------------------------------------------- | -------------------------------------------------------------------- | --------- |
| 1. | 〈I'll Remember You〉                                       | 쿠이 리                                                              | 2:33      |
| 2. | 〈Long Tall Sally / Whole Lotta Shakin' Goin' On (Medley)〉 | 로버트 블랙웰, 에노트리스 존슨, 리틀 리처드 / 데이브 "컬리" 윌리엄스 | 2:08      |
| 3. | 〈An American Trilogy〉                                     | 미키 뉴베리                                                          | 4:31      |
| 4. | 〈A Big Hunk o' Love〉                                      | 에런 슈로더, 시드니 와이쉬                                           | 1:56      |
| 5. | 〈Can't Help Falling in Love〉                              | 조지 데이비드 와이스, 휴고 페레티, 루이지 크레아토레                 | 12:54     |